# Horne
Horne település Dániában, Fyn szigetén. Kerektemplomáról nevezetes, amelyet beleépítettek egy gótikus templom közepébe. A szigeten ez az egyetlen körtemplom, Bornholm szigetén további négy körtemplom található.

## Fekvése
Fyn szigetén. található.

## Története
A 11. századi, gránitkőből épült körtemplomot a 15. században bővíttette egy neves család, a Brahe család. A körtemplom keleti és nyugati falát kibontva épült a bővítés, így a templom közepén látható a nagy méretű ősi körtemplom. Az építtető család tagjai közül a csillagász Tycho Brahe ismert II. Rudolf udvarából (és Madách Ember tragédiájából is).
A templom egyik középkori kincse a Hornebook, Dánia nemzeti kincse, melyet Koppenhágában őriznek.

## Külső hivatkozások
- The churches of the Middle Ages[halott link], bornholm.info (angol)